# Burg (Weiler-Simmerberg)
Burg (westallgäuerisch: Burg) ist ein Gemeindeteil des Markts Weiler-Simmerberg im  bayerisch-schwäbischen Landkreis Lindau (Bodensee).

## Geographie
Die Einöde liegt circa drei Kilometer nordöstlich des Hauptorts Weiler im Allgäu und zählt zur Region Westallgäu. Rund einen Kilometer nördlich der Ortschaft liegt Ellhofen. Östlich von Burg befindet sich über dem Ellhofner Tobel die Burgruine Ellhofen.

## Ortsname
Der Ortsname bezieht sich auf die ehemalige Burg Ellhofen und bedeutet Siedlung bei der Burg.

## Geschichte
Bei der Einöde handelt es sich um den ehemaligen Bauhof westlich der Burg Ellhofen. Der Bauhof wurde in den Jahren 1452, 1562 und 1672 erwähnt. Im Jahr 1782 wurde der Ort erstmals urkundlich erwähnt und ist ab dem Jahr 1885 als Ort im Ortsverzeichnis aufgeführt. Der Ort gehörte einst der Herrschaft Ellhofen und bis zur Eingemeindung nach Weiler-Simmerberg, der Gemeinde Ellhofen an.

## Bodendenkmal
Ein Bodendenkmal befindet sich im Bereich der Burgruine Ellhofen, mit mittelalterliche und frühneuzeitliche Befunden.